# 90. вечити дерби у фудбалу
90. вечити дерби у фудбалу је фудбалска утакмица одиграна у Београду 22. марта 1992. године, између Црвене звезде и Партизана. Утакмица се завршила резултатом 0 : 0 где је Црвене звезда победила после извођења пенала 4 : 2.